# Východočeský krajský přebor 1975/1976
V soubojích Východočeského krajského přeboru 1975/76 se utkalo 14 týmů dvoukolovým systémem podzim - jaro. Tento ročník skončil v červnu 1976.

## Výsledná tabulka
Zdroj: 
| Poř. | Tým                              | Z  | V  | R | P  | VG | OG | B  |
| ---- | -------------------------------- | -- | -- | - | -- | -- | -- | -- |
| 1.   | TJ Lokomotiva Pardubice          | 26 | 17 | 3 | 6  | 56 | 28 | 37 |
| 2.   | TJ Transporta Chrudim            | 26 | 14 | 8 | 4  | 57 | 39 | 36 |
| 3.   | TJ Nová Paka                     | 26 | 12 | 8 | 6  | 40 | 27 | 32 |
| 4.   | VTJ Hradec Králové               | 26 | 12 | 7 | 7  | 50 | 27 | 31 |
| 5.   | TJ Slovan Průmstav Pardubice     | 26 | 12 | 4 | 10 | 54 | 42 | 28 |
| 6.   | TJ Sparta Úpice                  | 26 | 12 | 3 | 11 | 46 | 48 | 27 |
| 7.   | TJ Osinek Kostelec nad Orlicí    | 26 | 10 | 6 | 10 | 39 | 34 | 26 |
| 8.   | VTJ Jičín                        | 26 | 8  | 8 | 10 | 33 | 33 | 24 |
| 9.   | TJ Světlá nad Sázavou            | 26 | 9  | 6 | 11 | 34 | 42 | 24 |
| 10.  | TJ Jiskra Holice                 | 26 | 7  | 9 | 10 | 32 | 42 | 23 |
| 11.  | TJ Spartak Nové Město nad Metují | 26 | 8  | 7 | 11 | 40 | 57 | 23 |
| 12.  | RH Hradec Králové                | 26 | 6  | 6 | 14 | 31 | 43 | 18 |
| 13.  | TJ Spartak Hlinsko               | 26 | 6  | 6 | 14 | 20 | 41 | 18 |
| 14.  | TJ Letohrad                      | 26 | 5  | 7 | 14 | 28 | 57 | 17 |

Poznámky:
- Z = Odehrané zápasy; V = Vítězství; R = Remízy; P = Prohry; VG = Vstřelené góly; OG = Obdržené góly; B = Body

|  | Postup do Divize C 1976/77             |
|  | Sestup do příslušné I. A třídy 1976/77 |